# Valentin Simutoga
Valentin Simutoga (Francia, 14 de febrero de 2003) es un jugador profesional francés de rugby que se desempeña en la posición de pilar derecho en Lyon Olympique, equipo perteneciente a la liga Top 14.

## Carrera
Simutoga es un jugador de formación francesa (JIFF). Comenzó su carrera deportiva con el equipo RC Castelpontin, en el cual jugó tres temporadas (2008-2011), después pasó a ASM Clermont Auvergne (2011-2023), luego a Lyon Olympique, donde lleva jugando una temporada.